# Faro basso di Westkapelle

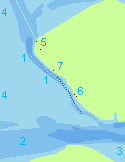
1. Oostgat
2. Wielingen
3. Schelda occidentale
4. Mare del Nord
5. Westkapelle e i suoi due fari con luce tratteggiata
6. Fari guida di Kaapduinen
7. Fari guida di Zoutelande e la loro luce tratteggiata in rosso

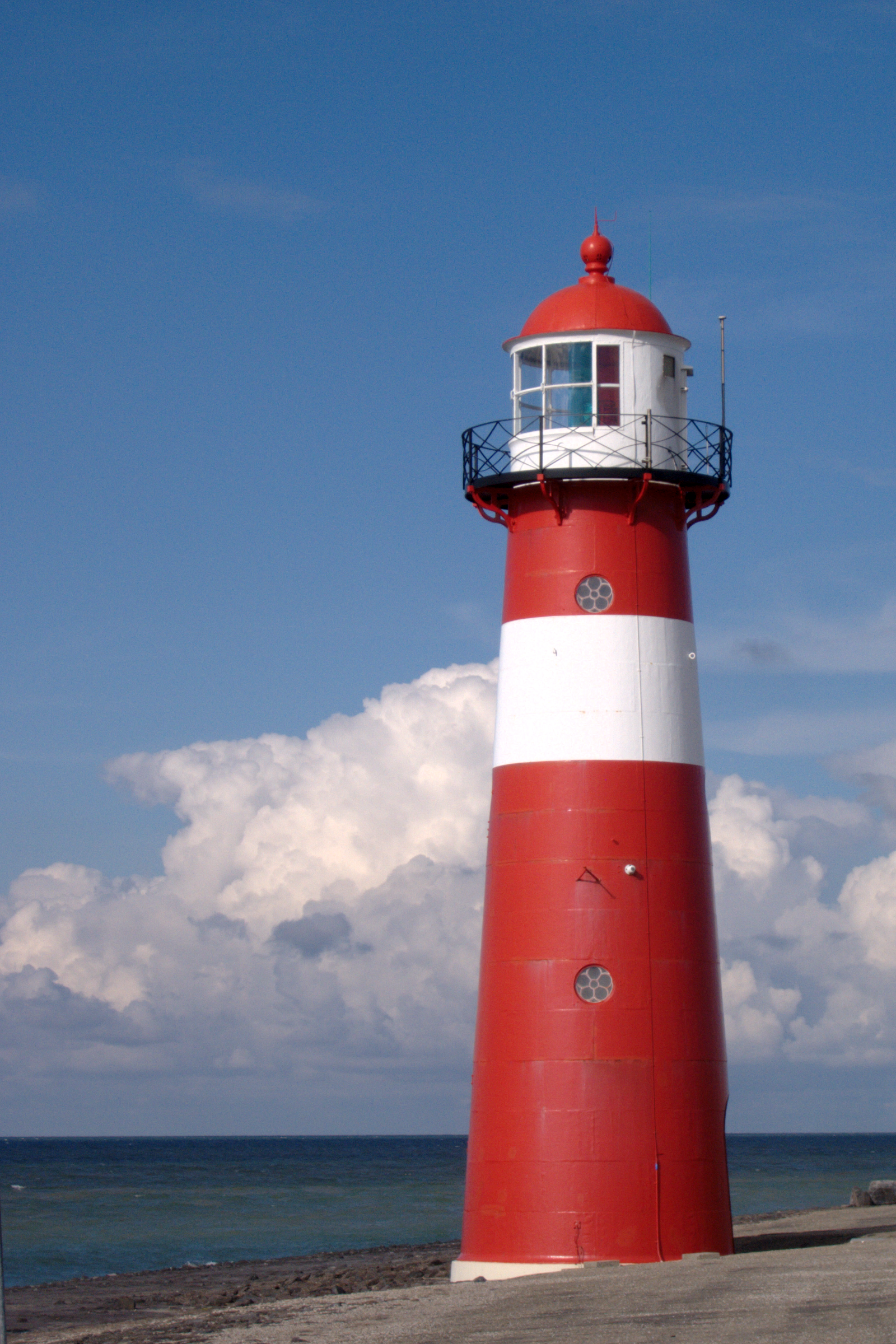
Noorderhoofd

Il Noorderhoofd noto anche come lage vuurtoren van Westkapelle o Westkapelle Laag (rispettivamente in italiano: Capo Nord e Faro basso di Westkapelle), è il secondo faro più alto di Westkapelle, un villaggio della provincia olandese della Zelanda, dopo il Faro di Westkapelle con il quale contrassegna l'ingresso al canale di Oostgat. Il faro è un monumento nazionale protetto (Rijksmonument). La struttura è di colore rosso con una banda bianca e dispone di tre luci differenti, una bianca, una rossa ed una verde. La luce bianca ha un'intensità luminosa di 6000 candele, mentre le altre due di 1800 candele.

## Storia
Il faro fu progettato da Quirinus Harder, noto architetto olandese che progettò numerosi fari, e costruito sulla diga marittima di Westkapelle dalla Nering Bögel di Deventer nel 1875, anno in cui fu anche attivato.